# 朴炳奎
朴炳奎（1937年2月14日—），朝鲜族，中华人民共和国首届全国名中医，首都国医名师，国务院政府特殊津贴专家，中国中医科学院首席研究员，全国中医肿瘤医疗中心主任，中国中医科学院广安门医院主任医师、博士生导师、原副院长，世界中医药学会联合会肿瘤专业委员会首任会长，第一批全国中医药传承博士后合作导师，第五批至第七批全国老中医药专家学术经验继承工作指导老师。:74
朴炳奎教授继承发扬“扶正培本”的思想，创建“四结合三为主”肿瘤综合治疗模式，是中国大陆中西医结合肿瘤学科的开拓者，先后主持5项国家级和1项省级科研课题，获8项国家和省部级科技奖，研发出国家Ⅲ类新药“益肺清化膏(颗粒)”和院内制剂“肺瘤平膏”等制剂。

## 简历

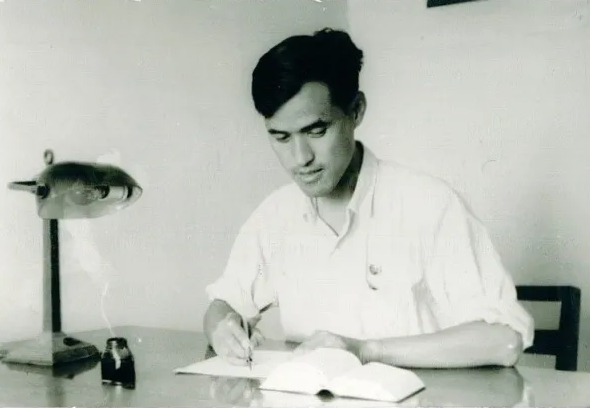
大学时期的朴炳奎

1937年2月14日，朴炳奎出生于今吉林省梅河口市山城镇，1954年9月考入大连医学院学习临床医学。1959年10月，他大学毕业后被分配到中国中医研究院（今中国中医科学院），旋即响应中共和毛泽东“中国医药学是一个伟大的宝库”和“要走中西医结合道路”的指示参加了为期两年的卫生部第三届西医离职学习中医班。:74-75
1962年2月，朴炳奎开始在中国中医研究院西苑医院任住院医师。1963年2月，中国中医研究院成立广安门医院后，他被调入该院针灸所第二研究室从事胃肠道疾病的研究。1971年，广安门医院建内科病区后，他又被调入参与筹建，主要从事糖尿病的治疗。:75:4
1975年广安门医院扩建肿瘤科时，朴炳奎主动申请加入了燕京中医肿瘤学派余桂清教授的团队，参加了中西医结合肿瘤科的创建。1977年2月至1978年2月，他在日坛医院（今中国医学科学院肿瘤医院）内科进修肿瘤学知识一年，1979年4月至1981年4月被公派日本东京医科齿科大学和国立癌中心进修两年。1984年5月，朴炳奎开始担任广安门医院肿瘤科主任，1986年1月至1997年11月任广安门医院副院长兼肿瘤科主任。1980年代末，他接任余桂清中国中西医结合学会肿瘤专业委员会主任委员，成为肿瘤中西医结合治疗二代掌门人。2006年10月，世界中医药学会联合会肿瘤专业委员会在沈阳成立，朴炳奎当选首任会长。2012年，“朴炳奎学术经验传承博士后工作室”成立。2014年，国家中医药管理局批准成立“朴炳奎名老中医药专家传承工作室”。:75-76:4-5

## 荣誉与获奖
- 中华人民共和国卫生部科技成果奖（1974年“中药降糖甲片治疗糖尿病的临床研究”) [7]:104
- 中华人民共和国卫生部科技奖（1981-1985年“健脾益肾冲剂治疗III期胃癌（术后）的研究”）[7]:104
- 国家中医药管理局科技成果奖（1986-1990年国家“七五”攻关项目“益气养阴清热解表之剂治疗晚期原发性肺癌的临床与实验研究”）[7]:104[5]:6
- 1990年度中国中医研究院科技成果二等奖（国家“八五”攻关项目“肺瘤平系列方药治疗晚期肺癌的临床与实验研究”）[5]:6
- 1996年度国家中医药管理局科技进步三等奖（国家“八五”攻关项目“肺瘤平系列方药治疗晚期肺癌的临床与实验研究”）[5]:6
- 国务院政府特殊津贴专家[1]:74
- 首都国医名师（2013年）[1]:74
- 全国名中医（2017年）[2]

## 著作
- 朴炳奎等编著：《中医肿瘤临床与基础研究汇编》中国医药科技出版社 2010，ISBN 978-7-5067-4795-0
- 合著：《建国四十年中医科技成就》、《中医诊疗常规》、《东洋医学入门》（日语版）、《糖尿病知识问答》[7]:104

### 有关朴炳奎的著作
- 花宝金，侯炜主编：《朴炳奎治疗恶性肿瘤经验撷萃》中国中医药出版社 2014，ISBN 978-7-5132-1996-9
- 郑红刚，林飞编著：《朴炳奎肿瘤扶正培本学术思想传承》中国医药科技出版社 2020，ISBN 978-7-5214-1980-1
- 侯炜，郑红刚主编：《朴炳奎肿瘤百案问对录》北京科学技术出版社 2021，ISBN 978-7-5714-1225-8